# Boroecia
Boroecia is een geslacht van kreeftachtigen uit de klasse van de Ostracoda (mosselkreeftjes).

## Soorten
- Boroecia alaska Angel & Blachowiak-Samolyk in prep
- Boroecia antipoda (Müller, G.W., 1906)
- Boroecia borealis (Sars, 1866)
- Boroecia danae Angel & Blachowiak-Samolyk in prep
- Boroecia maxima (Brady & Norman, 1896)